# Giedrius Arlauskis
Giedrius Arlauskis (ur. 1 grudnia 1987 w Telszach) – litewski piłkarz grający na pozycji bramkarza.

## Kariera klubowa
Arlauskis jest wychowankiem klubu Matsis Telsze. Następnie przeszedł do FK Szawle i w 2005 roku zadebiutował w jego barwach w pierwszej lidze litewskiej. Początkowo był rezerwowym bramkarzem dla Vaidasa Žutautasa, ale po jego odejściu w 2006 roku stał się podstawowym zawodnikiem Szawla.
Na początku 2008 roku Arlauskis odszedł do Unirei Urziceni, w której początkowo był rezerwowym dla Bogdana Stelei. W pierwszej lidze rumuńskiej zadebiutował 24 marca 2008 w zremisowanym 0:0 wyjazdowym spotkaniu z Ceahlăul Piatra-Neamț. W sezonie 2008/2009 stał się pierwszym bramkarzem zespołu i przyczynił się do wywalczenia przez ten klub, prowadzony przez trenera Dana Petrescu, pierwszego w historii mistrzostwa kraju. Jesienią 2009 Litwin wystąpił z Unireą w fazie grupowej Ligi Mistrzów.
W 2010 roku Arlauskis przeszedł do rosyjskiego Rubinu Kazań. W 2014 roku został zawodnikiem Steauy Bukareszt.
| Sezon   | Klub             | Kraj    | Rozgrywki      | Mecze | Bramki |
| ------- | ---------------- | ------- | -------------- | ----- | ------ |
| 2005    | FK Szawle        | Litwa   | A lyga         | 8     | 0      |
| 2006    | FK Szawle        | Litwa   | A lyga         | 13    | 0      |
| 2007    | FK Szawle        | Litwa   | A lyga         | 19    | 0      |
| 2007/08 | Unirea Urziceni  | Rumunia | Liga I         | 4     | 0      |
| 2008/09 | Unirea Urziceni  | Rumunia | Liga I         | 30    | 0      |
| 2009/10 | Unirea Urziceni  | Rumunia | Liga I         | 18    | 0      |
| 2010/11 | Unirea Urziceni  | Rumunia | Liga I         | 3     | 0      |
| 2010    | Rubin Kazań      | Rosja   | Priemjer-Liga  | 2     | 0      |
| 2011/12 | Rubin Kazań      | Rosja   | Priemjer-Liga  | 3     | 0      |
| 2012/13 | Rubin Kazań      | Rosja   | Priemjer-Liga  | 2     | 0      |
| 2013/14 | Rubin Kazań      | Rosja   | Priemjer-Liga  | 0     | 0      |
| 2014/15 | Steaua Bukareszt | Rumunia | Liga I         | 26    | 0      |
| 2015/16 | Watford          | Anglia  | Premier League | 3     | 0      |

## Kariera reprezentacyjna
W reprezentacji Litwy Arlauskis zadebiutował 19 listopada 2008 roku w zremisowanym 1:1 towarzyskim spotkaniu z Mołdawią. W eliminacjach Euro 2016 strzelił dwa gole samobójcze dla swej drużyny.